# Glässing & Schollwer

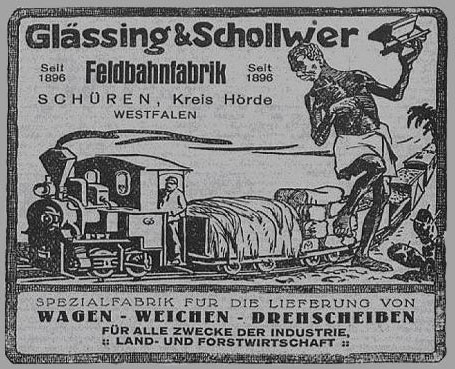
1928 warb die Firma in der Zeitung Der Kolonialdeutsche mit dem stereotypen Bild eines nur mit Lendenschurz bekleideten Afrikaners, der zur Seite springt, als die Zivilisation in Form der Feldbahn auf ihn zukommt.

Glässing & Schollwer war eine in den 1890er Jahren in Berlin gegründete Handelsniederlassung. Die daraus 1896 hervorgegangene gleichnamige Fabrik für Feld-, Klein- und Normalspurbahnen entstand in Schüren, Kreis Hörde (heute: Dortmund-Aplerbeck). In der Reichshauptstadt befanden sich einige Filialen der Herstellerfirma.

## Geschichte
Die Handelsniederlassung von Otto Glässing und Alfr. Schollwer entstand in den 1890er Jahren als Vertretung für „feste und transportable Schmalspurbahnen, Locomotiven sowie Guß-, Muff- und Flanschrohre“ in Berlin-Schöneberg (heute Ortsteil Berlin-Tiergarten), Linkstraße 43. Sie vertrat
- den Hörder Bergwerke- und Hüttenverein aus Hörde sowie den
- Schalker Gruben- und Hüttenverein aus Gelsenkirchen.

Im Jahr 1896 gründeten die beiden Kaufleute dann eine eigene Fabrik in Dortmund-Schüren auf dem Gelände der Zeche Bickefeld (unweit östlich von der Dortmund-Hörder Hüttenunion). Der Vertrieb wurde weiterhin über den Hauptsitz in Berlin abgewickelt. Sie lieferte weiterhin Feld- und Schmalspurbahnen, entsprechende Gleise, Weichen, Drehscheiben, Wagen aller Art, Radsätze, Achslager, Lagermetall für Plantagen, Fabriken. Sie wurde später von der Ferrostaal AG, Essen übernommen, der Name verschwand aber.

## Erhaltene Eisenbahnwagen der Firma

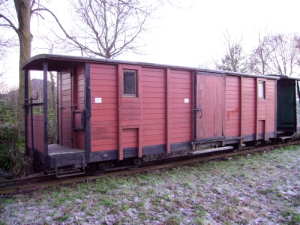
Wagen-Nr. 27 des Deutschen Feld- und Kleinbahnmuseums in Deinste

Im Deutschen Feld- und Kleinbahnmuseum in Deinste sind die Fakultativwagen 27 und 28 im seit 1991 und 2023 aufgearbeiteten Zustand erhalten. Sie wurden 1911 von der Berliner Waggonfabrik Glässing & Schollwer an die Mecklenburg-Pommersche Schmalspurbahn (MPSB) geliefert. Später gelangten sie zur Waldeisenbahn Muskau (DR), nach deren Stilllegung sie im Sommer 1978 nach Deinste kamen. Fakultativwagen konnten wahlweise als Güter- oder als Personenwagen eingesetzt werden. In Mecklenburg wurden sie meist zum Transport von Getreidesäcken zur Ernte eingesetzt, sie dienten aber, falls erforderlich, auch zum Personentransport, wofür längsseitig Sitzbänke angebracht wurden. Die Fakultativwagen waren in recht gutem Zustand, als sie in Deinste ankamen, und so konnten auf der Museumsbahn eingesetzt werden. Ab 1979 wurde nur noch Wagen 27 zur Personenbeförderung genutzt, Wagen 28 diente seitdem als Geräte- und Werkstattwagen der Museumsbahns-Gleisbauer.
Weitere Fakultativwagen gibt es bei der Waldeisenbahn Muskau, die inzwischen HF-Drehgestelle bekommen hat, in Mühlenstroth und bei der Schinznacher Baumschulbahn. Die Museumsbahn Stichting Rijssens Leemspoor in der niederländischen Provinz Overijssel besitzt einen von Glässing & Schollwer gebauten Personenwagen. 

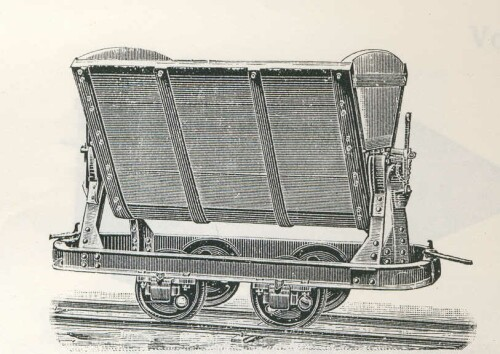
Hölzerne Kipplore Nr. 208

Das Fahrgestell einer hölzernen Kipplore von Glässing & Schollwer steht heute im Depot Lelystad des Decauville Spoorweg Museums in Dronten in den Niederlanden. Ursprünglicher Eigentümer waren die Dienst Uitvoering Werken DUW, Bommelerwaard und Tuinder Bruchem (Baujahr um 1915, Spurweite 640 mm).